# Evangelisierung
Evangelisierung oder Evangelisation ist ein vornehmlich in der römisch-katholischen Kirche verwendeter Begriff, der die Gesamtheit all dessen bezeichnet, was dazu dienen soll, das christliche Evangelium allen Menschen zu verkünden und über die gesamte Welt zu verbreiten. Im protestantischen Bereich ist hierfür eher der (vom Wortsinn her gleichbedeutende) Ausdruck Evangelisation gebräuchlich.
Die päpstliche Kongregation für die Glaubenslehre („Lehrmäßige Note zu einigen Aspekten der Evangelisierung“ vom 3. Dezember 2007) erläutert den Begriff folgendermaßen:

„Das Wort Evangelisierung hat eine überaus reichhaltige Bedeutung. In einem weiteren Sinn fasst es die gesamte Sendung der Kirche zusammen: Ihr ganzes Leben besteht ja in der Verwirklichung der traditio Evangelii, der Verkündigung und Weitergabe des Evangeliums, das „eine Kraft Gottes [ist], die jeden rettet, der glaubt“ (Röm 1,16 ), und letztlich mit Jesus Christus identisch ist (1 Kor 1,24 ). Deshalb richtet sich die so verstandene Evangelisierung an die ganze Menschheit.“

Die Evangelisierung umfasst gleichermaßen die Missionierung von Nichtchristen, welche die Bekehrung (Konversion) und Taufe der Evangelisierten zum Ziel hat (Erstevangelisierung), als auch die an Gläubige gerichtete Katechese mit dem Ziel einer Stärkung oder Wiederbelebung des christlichen Glaubens (Neuevangelisierung).

## Biblische Einführung
Die für die kirchliche Missions- und Evangelisierungsarbeit zuständigen  apostolischen Institutionen schöpfen den Evangelisierungsauftrag aus dem  Neuen Testament. Ihre Darlegungen lauten: So ruft Jesus Christus alle Menschen zur Bekehrung und zum Glauben (Mk 1,14–15 ), indem er den Aposteln nach seiner Auferstehung die Fortführung seiner Sendung zur Evangelisierung anvertraut (Mt 28,19–20 ); (Mk 16,15 ); (Lk 24,4–7 ); (Apg 1,3 ): „Wie mich der Vater gesandt hat, so sende ich euch“  20,21 . Durch die Kirche möchte er jede Epoche der Geschichte, jeden Ort der Welt und jedes gesellschaftliche Umfeld erreichen und zu jedem Menschen kommen, damit alle eine Herde und ein Hirte werden (Joh 10,16 ): „Geht hinaus in die ganze Welt, und verkündet das Evangelium allen Geschöpfen! Wer glaubt und sich taufen lässt, wird gerettet; wer aber nicht glaubt, wird verdammt werden“ (Mk 16,15–16 ). Die Apostel also „luden, bewegt vom  Heiligen Geist, alle zur Änderung des Lebens, zur Bekehrung und zum Empfang der Taufe ein“ (vergl. Enzyklika Redemptoris Missio Nr. 47).
Am Beginn des dritten Jahrtausends erfolgt erneut die Einladung …: „Fahr hinaus auf den See! Dort werft eure Netze zum Fang aus!“ (Lk 5,4 ). So führte Papst Benedikt XVI. während seines Deutschlandbesuchs 2006 aus: „Evangelisieren bedeutet in jedem Fall nicht nur eine Lehre unterrichten, sondern den Herrn Jesus in Wort und Tat verkünden, also Werkzeug seiner Gegenwart und Wirksamkeit in der Welt werden.“

## Dikasterium für die Evangelisierung
Die Institution geht auf die Congregatio de Propaganda Fide zurück, die Papst Gregor XV. 1622 für die Förderung der Verbreitung des Glaubens in der ganzen Welt gegründet hatte. Nach dem  Zweiten Vatikanischen Konzil wurde der offizielle Name 1967 in „Kongregation für die Evangelisierung der Völker“ geändert. Mit Inkrafttreten der Apostolischen Konstitution Praedicate Evangelium am 5. Juni 2022 wurde sie unter der Bezeichnung Dikasterium für die Evangelisierung mit dem Päpstlichen Rat zur Förderung der Neuevangelisierung zusammengelegt.

## Thesen zur Evangelisierung
Aus der Sicht der katholischen Kirche ist aufgrund der Abwendung junger Menschen vom Glauben eine Evangelisierung notwendig, vor allem Jugendlicher und junger Familien. Der Ansatz zur Evangelisierung wird deshalb auch dort angelegt, wo sich die beiden Lebensbereiche treffen: In Kindergärten, Jugendeinrichtungen, Schulen und in der  virtuellen Welt des Internet. Die Theologen bieten an, Fragen aus dem Glauben heraus zu beantworten, welche die Menschen in ihrem täglichen Leben nachvollziehen können. Die Missionsarbeit, die unmittelbar mit der Evangelisierung verbunden ist, wird in zwei Hauptthemen untergliedert:
- Mission als Erstevangelisierung: Die Mission / Evangelisierung jener, die noch nicht von Christus gehört haben und als Konsequenz die Errichtung neuer Ortskirchen.
- Die sogenannte Neuevangelisierung: Die Wiederbelebung und Stärkung des Glaubens bei jenen, die schon mit der christlichen Botschaft in Berührung gekommen sind. Sie beinhaltet die Neubelebung bereits bestehender Ortskirchen.[5]

## Missionsdekret Ad gentes
Mit dem Dekret Ad gentes (Abkürzung: AG, lat.: Zu den Völkern), vom 7. Dezember 1965, hat das Zweite Vatikanische Konzil eine eigene Verordnung über die Missionstätigkeit der Kirche verabschiedet, in ihm heißt es: Die pilgernde Kirche ist ihrem Wesen nach „missionarisch“ (d. h. als Gesandte unterwegs), da sie selbst ihren Ursprung aus der Sendung des Sohnes und der Sendung des Heiligen Geistes herleitet gemäß dem Plan Gottes des Vaters (vergl. AG, 2). Die Missionsarbeit und Evangelisierung ist somit eine Aufgabe, die das  Bischofskollegium mit dem Nachfolger Petri an der Spitze unter dem Beten und Mitwirken der ganzen Kirche zu erfüllen hat (vergl. AG, 6). Unter ihrer Führung sind aber alle Christen eingeladen, an ihr mitzuwirken, denn „die ganze Kirche ist missionarisch und das Werk der Evangelisierung eine Grundpflicht des Gottesvolkes“ (AG, 35).

## Apostolische Schreiben

### Evangelii Nuntiandi 1975
Das Apostolische Schreiben Evangelii nuntiandi (EN), von Papst Paul VI., ist ein wichtiger Teil der heutigen missionarischen Tätigkeit der Kirche. Das Schreiben ist das Ergebnis der Römischen Bischofssynode von 1974 und wurde am 8. Dezember 1975 veröffentlicht. Zusammenfassend bringt dieses Schreiben folgende Merkmale zum Ausdruck:
- Für die Kirche geht es nicht nur darum, immer weitere Landstriche oder immer größere Volksgruppen durch die Predigt des Evangeliums zu erfassen, sondern zu erreichen, dass durch die Kraft des Evangeliums die Urteilskriterien, die bestimmenden Werte, die Interessenpunkte, die Denkgewohnheiten, die Quellen der Inspiration und die Lebensmodelle der Menschheit, die zum Wort Gottes und zum Heilsplan im Gegensatz stehen, umgewandelt werden. (EN, 19)
- Es gilt – und zwar nicht nur dekorativ wie durch einen oberflächlichen Anstrich, sondern mit vitaler Kraft in der Tiefe und bis zu ihren Wurzeln – die Kultur und die Kulturen des Menschen im vollen und umfassenden Sinn, den diese Begriffe in „Gaudium et Spes“ (Nr. 53) haben, zu evangelisieren, wobei man immer von der Person ausgeht und dann stets zu den Beziehungen der Personen untereinander und mit Gott fortschreitet (EN, 20).

### Novo millennio ineunte 2000
Auch Papst Johannes Paul II. rief immer wieder zur Evangelisierung auf, z. B. in seinem Apostolischen Schreiben „Novo Millennio ineunte“, das zum Abschluss des großen  Jubiläums 2000 am 6. Januar 2001 veröffentlicht wurde. „Duc in altum“ – „Fahr hinaus auf den See“ (Lk 5,4 ) wird darin zum Programm für das neue Jahrtausend: „Gehen wir voll Hoffnung voran! Ein neues Jahrtausend liegt vor der Kirche wie ein weiter Ozean, auf den es hinauszufahren gilt. Dabei zählen wir auf die Hilfe Jesu Christi. Der Sohn Gottes, der aus Liebe zum Menschen vor zweitausend Jahren Mensch wurde, vollbringt auch heute sein Werk “ (Novo Millennio ineunte 58).

## Evangelisierung und Soziallehre
In den letzten 50 Jahren veröffentlichten allein die Päpste mehr als 260 Kundgebungen und Erklärungen über die  soziale Frage, die Lehre der Päpste wurde zum Gegenstand angeregter Erörterungen sowie kommentiert und kritisiert. Der Päpstliche Rat für Gerechtigkeit und Frieden veröffentlichte 2004 ein „Kompendium der Soziallehre der Kirche“ (KSLK), hierin wird das Verhältnis von Soziallehre und sozialer Evangelisierung dargestellt: Das Soziale zu evangelisieren heißt dem Menschen Sinn zu geben und die Dynamik des Evangeliums zu erfahren. Die Menschen sollen auf eine Gesellschaft hinarbeiten, die Christus und damit dem Menschen angemessen ist, das soll heißen, eine Stadt des Menschen zu bauen, die menschlicher ist (KSLK 63).

### Evangelisierungsauftrag
Der sich hieraus ableitende Evangelisierungsauftrag umfasst somit den Menschen „in der vollen Wahrheit seiner Existenz, seines persönlichen und zugleich gemeinschaftsbezogenen und sozialen Seins“; vergl. Enzyklika Redemptor Hominis, Nr. 14. Mit den Aufgaben der Evangelisierung, das heißt der Lehre, der Katechese und der Bildung, die sich aus kirchlicher Soziallehre ergeben, wendet sich die Kirche an jeden einzelnen Christen entsprechend seiner Kompetenzen, Charismen, Ämter und seines Verkündigungsauftrags (KSLK 82 – 83).

### Freiheit der Evangelisierung
Bezüglich der Zusammenarbeit zwischen Katholischer Kirche und politische Gemeinschaft verlangt die Kirche Autonomie und Anerkennung. Sie fordert Freiheit der Lehre und der Evangelisierung (KSLK 426).

### Soziale Evangelisierung
Aus der Soziallehre bezogener Dienst und soziale Evangelisierung umfassen die gesamte Entfaltung des Menschen. Die Kirche lebt und wirkt in der Geschichte und interagiert mit Gesellschaft und Kultur des jeweiligen Zeitalters. Dienst in der sozialen Evangelisierung besteht darin, alle Menschen in ihren konkreten Schwierigkeiten, Kämpfen und Herausforderungen an christlicher Verkündung teilhaben zu lassen. Diese soziale Seelsorge ist Ausdruck einer Kirche, die sich ihres eigenen Auftrags bewusst ist, die gesellschaftlichen, wirtschaftlichen, kulturellen und politischen Wirklichkeiten der Welt zu evangelisieren (KSLK 524).

## Neuevangelisierung
Die Neuevangelisierung wird  in den Ländern unterstützt, in denen das Christentum bereits Eingang gefunden hat. Wie die Erstevangelisierung ist auch die Neuevangelisierung primär Aufgabe der Bischöfe. Durch die Taufe hat aber auch jeder Christ Anteil am Auftrag der Weitergabe des Glaubens. In vielen Bereichen unterstützen und fördern  Missionsorganisationen diesen Auftrag.

## Projekte im Rahmen der Evangelisierung
Auf der Grundlage der pastoralen Zielsetzungen, dient fast jedes Missionsprojekt in der einen oder anderen Weise der Evangelisierung:
- Ausbildung von Priestern, Ordensleuten, Katechisten, Pastoralreferenten
- Renovierung/Bau von Kirchen, Kapellen, Pfarrhäusern, Klöstern,
- Motorisierung der Seelsorge: Fahrräder, Motorräder, Autos, Boote, Reittiere.
- Existenzhilfe für Schwestern: auch die kontemplativen Schwestern leisten durch ihr verborgenes Leben des Gebets und der Buße einen wichtigen Beitrag zur Evangelisierung
- Pastorale Programme für Laien, für besondere Zielgruppen wie Jugendliche, Familien, Frauen; Pro-life-Projekte fördern christliche Werthaltungen
- Massenmedien: Unterstützung katholischer Radioprogramme, Printmedien (z. B. Kirchenzeitungen).
- Bücher/Bibeln/Kinderbibeln
- Mess-Stipendien: sind zugleich Existenzhilfe für Priester[6]

## Träger der Evangelisierung
Im Abschlussdokument der römischen Bischofssynode von 1974 heißt es:

„Es ist Sache des ganzen in der Kirche durch Gottes Wort und Eucharistie vom Heiligen Geiste versammelten Volk Gottes, das Evangelium zu verkünden, und niemand, der wirklich Christ sein will, darf sich von diesem Auftrag als dispensiert betrachten, sondern muss ihn in der ihm geziemenden Weise und in der Gemeinschaft mit seinem Hirten erfüllen.“

Die Bischöfe haben die Verantwortung aller Christen in der Evangelisierung ausgedrückt. Es ist nicht nur ein Wirkbereich von Kirche, sondern es wird als Teil des christlichen Kerns verstanden.

## Evangelisierung und Organisationen
Seit dem Beginn der Kirche wurzelt ihre tiefste Identität in der Evangelisierung als ihr zentrales Thema. Evangelisierung bedeutet in ihrem Sinne, „die Frohbotschaft in alle Bereiche der Menschheit zu tragen, und sie durch den Einfluss von innen her umzuwandeln und die Menschheit selbst zu erneuern“ (vergl. EN, 14).
Es geht darum, dass alle Lebensbereiche von der Botschaft des Evangeliums zu erfassen und eine mögliche Kluft zwischen Lebenswirklichkeit und Glaubenswirklichkeit zu überwinden. Ziel dieser (Unternehmens-)Entwicklung ist dabei nicht nur der einzelne Mensch, sondern auch das „kollektive Bewusstsein der Menschen, die Tätigkeit, in der sie sich engagieren, ihr konkretes Leben und ihr jeweiliges Milieu.“
Die Entwicklung kirchlicher Einrichtungen ist die konkrete Evangelisierung. Im Kontext kirchlicher Einrichtungen geht es dabei immer um das Bezeugen des Evangeliums in der Welt. Eine moderne Unternehmensentwicklung unter diesem Leitstern ist dann ein konkreter Versuch, das jüdisch-christliche Erbe zu kontextualisieren und es für die heutige Welt aufzuschließen. Es ist der Versuch, das Evangelium in einen modernen Organisationskontext ansichtig und durchsichtig werden zu lassen.